# Irske ballader
Følgende er en liste over populære irske folkeballader og folkesange. Sangene er opstillet efter emner, og de er ikke nødvendigvis skrevet samtidig med de begivenheder, som de omhandler.
Nogle sange kan passe i flere kategorier, men hvor det er muligt at de blevet grupperet unikt i den gruppe, de passer bedst ind i.

## Politik og soldater

### Anti-krig og anti-rekruttering
- "Arthur McBride" – en sang mod rekruttering fra Donegal, sandsynligvis fra 1600-tallet.[1]
- "The Recruiting Sergeant" – sang (på melodien "The Peeler and the Goat") fra første verdenskrig, populær blandt Irish Volunteers i same periode, skrevet af Séamus O'Farrell in 1915, indspillet af The Pogues.[2][3]
- "Mrs. McGrath" – populær blandt Irish Volunteers, 1916[1]
- "The Saxon Shilling" – skrevet af K. T. Buggy, 1840s[4][5]
- "Sergeant William Bailey" – skrevet af Peadar Kearney, indspillet af Dominic Behan[2][5] og Maeve Mulvany Moore
- "Johnny I Hardly Knew Ye" – meget gammel anti-krigssang[1]
- "Join The British Army" – irsk oprørssang om et ønske om at forlade British Army
- "Who Is Ireland's Enemy?" - skrevet af Brian O'Higgins som svar til første verdenskrig

### 1500- og 1600-tallet
- "Alasdair MacColla" – sang fra 1640’erne om krigeren Alasdair MacColla. Opfører stadig af Capercaillie[6] og Clannad.
- "Follow me up to Carlow" – om Fiach MacHugh O'Byrne og andet Desmondoprør mod Elizabeth 1. af England, skrevet I 1800-tallet af P.J. McCall[7]
- "The Woods of Trugh" – om Eoin Roe O'Neill
- "Seán Ó Duibhir a'Ghleanna" (Skabelon:Trans) – en irsksproget sang om efterspillet fra slaget ved Aughrim i 1691, Roud Index no. 16907. Oversat af George Sigerson.[8]
- "Jackets Green" – skrevet af digteren Michael Scanlon om Patrick Sarsfield og Flight of the Wild Geese[9]
- "The Slaget ved Benburb" – om slaget ved Benburb udkæmpet 5. juni 1646 og om Owen Roe O'Neills bedrifter. Sangen er blevet indspillet af Tommy Makem.
- "The Sash" – om Boyne og andre slag
- "On the green grassy slopes of the Boyne" – om slaget ved Boyne
- "Carraigdhoun" (også "Carraig Donn", "The Lament of the Irish Maiden") – sang om Wild Geese I 1690’erne skrevet af Denny Lane (1818–95) I 1840s’erne[10] Indspillet af Mary O'Hara, McPeake family (1960s) og Kathleen Behan (mor til Brendan, 1978) på same melodi som "The Mountains of Mourne".
- The Green Flag - skrevet af Young Irelander, Michael Joseph Barry om de Irske Forbundskrige.

### 1700-tallet
- "Clare's Dragoons"[11] – skrevet af Thomas Davis om en af divisionerne I de Irske Brigader.
- "Mo Ghile Mear" – skrevet af Seán Clárach Mac Domhnaill, det er en klagesang fra den gæliske gudinde Éire til Karl Edvard Stuart, der var i eksil på dette tidspunkt.
- "Gaol of Clonmel" (også kendt som "Jail of Cluain Meala" (sunget af Luke Kelly) og "Convict of Clonmel") – oversat af Jeremiah Joseph Callanan fra den irske "Príosún Chluain Meala", en sang om Whiteboys[12]

#### Oprøret i 1798
Sange der omhandler den irske oprør 1798:
- "Bagenal Harvey's Farewell (Bagenal Harvey's Lament)" – sang om oprørslederen Bagenal Harvey[13]
- "Ballyshannon Lane" – om slaget mellem oprørerne og hesserne i 1798 i Wexford, skrevet af Michael O'Brien omkring 1896[14]
- "Billy Byrne of Ballymanus" – om en af oprørslederne[15]
- "Boolavogue" – sang om Father John Murphy, en af oprørslederne fra Wexford, skrevet af P.J. McCall (1861–1919) for 100-års jubilæet 1898[5]
- "Boys of '98" – moderne sang skrevet af New York-bandet Shillelagh Law
- "The Boys of Wexford" – skrevet af P.J. McCall[16]
- "By Memory Inspired" – en hyldest til de mange oprørshelte, som døde under oprøret anonymt, indspillet af Frank Harte[17]
- "Come All You Warriors (Father Murphy) – sang skrevet kort efter oprøret og senere sange som "Boolavogue" blev baseret på denne.[16]
- "The Croppy Boy" – Der er mindst to sange med dette navn: "It was early, early in the spring..." og "Good men and true in this house...". De omhandler perioden efter oprøreret var slået ned og hvordan undertrykkelsen påvirkede familie og andre der fordømte opørerne af frygt for at blive set som medløbere.[15]
- "Croppies Lie Down" – en Unionist eller Orangemans perspektiv på oprørerne nederlag[18]
- "Dunlavin Green" – en lokal ballade skrevet som svar til til Dunlavin Greenmassakren d. 24. maj 1798[7]
- "General Munroe", "Henry Munroe", "General Munroe's Lamentation" og "Henry Joy" – alle sange om United Irish-lederen Henry Joy McCracken.[18]
- "The Heroes of '98" – patriotisk sang af Bruce Scott.
- "Irish Soldier Laddie" – moderne sang om begivenhederne 1798, skrevet af Paddy McGuigan fra Barleycorn
- "Jimmy Murphy" – sang fra music halls med usædvanligt omkvæd
- "Kelly of Killanne" – ballade af P.J. McCall (1861–1919) der beskriver John Kellys bedrifter, en af de mest populære oprørsledere fra Wexford.[9]
- "The Liberty Tree" – anonym United Irishmen-ballade der hylder Den Franske Revolution[5]
- "The Man from God Knows Where" – digt af Florence Wilson (med musik af Tom Hickland fra Five Hand Reel) om Thomas Russell, leder for United Irishmen i Ulster, henrettet i Downpatrick i 1803[18]
- "The Memory of the Dead" – ballade der mindes oprørshelten John Kells Ingram[5]
- "The Minstrel Boy" – til minde om en række af Thomas Moores venner, der mistede livet under oprøret[19]
- "The Rambler from Clare"[18]
- "Races of Castlebar", om en fransk rytter i gaderne i Castlebar
- "The Rising of the Moon" – skrevet af John Keegan Casey i 1860'erne, ballade til at give håb og optimisme i forbindelse med oprøret.[15]
- "Roddy McCorley" – ballade af Ethna Carbery der beklager sig over en henrettelsen af en ung presbyterianer-oprørere fra County Antrim, Roddy McCorley.[15]
- "The Sean-Bhean Bhocht" – den "fattige gamle kone", dvs. Irland, om at blive befriet sammen med franskmændene; også kendt som "The French are on the Sea"[15]
- "Sliabh na mBan" – en irsksproget sang komponeret af Michéal O Longáin fra Carrignavar og oversat af Seamus Ennis, om massakren på en gruppe oprørere fra Tipperary i juli 1798 ved Carrigmoclear på Slievenamon-bakkerne[18][20]
- "Tone's Grave" – klagesang for Wolfe Tone, leder i United Irish, balladen bliver ofte kaldt "Bodenstown Churchyard". Skrevet af Thomas Davis, en af lederne af Young Ireland-bevægelsen.[9]
- "The Wake of William Orr"[18]
- "The Wearing of the Green" – sang om undertrykkelsen efter oprøret[9]
- "The Wind That Shakes the Barley" – en ung mands anger over at have forladt sin kvinde for at slutte sig til United Irishmen, og hun bliver ramt af en engelsk kugle (Roud Index 2994). Skrevet af Robert Dwyer Joyce (1836–1883).[21][22]

### 1800-tallet
- "An Spailpín Fánach" (Skabelon:Trans), om tiden for Irish Brigades i Frankrig. En del af den stammer fra "The Girl I Left Behind". Oversat af George Sigerson som "The Roving Worker"[18]
- "A Nation Once Again" – irsk nationalistisk anthem fra 1800-tallet af Thomas Davis
- "Avenging and Bright" – patriotisk sang af Thomas Moore[19]
- "Down by the Glenside (The Bold Fenian Men)" – sang af Peadar Kearney om feniere i 1800-tallet
- "The Bold Fenian Men" – sang om feniere af digteren Michael Scanlon, indspillet af The Wolfe Tones
- "The Felons of Our Land" – skrevet af Arthur Forrester fra County Monaghan
- "The Fields of Athenry" – sang fra 1970’erne af Pete St. John om den store irske hungersnød[1]
- "God Save Ireland"- irsk nationalistisk anthem, skrevet af T. D. Sullivan i 1867 om Manchestermartyrerne
- "The Lament for Owen Roe" – Sang af Thomas Davis, baseret på en ældre melodi af Turlough O'Carolan, der klager over Owen Roe O'Neills død i 1649
- "Let Erin Remember" – skrevet af Thomas Moore.[19]
- "The Manchester Martyrs" – også kaldet "The Smashing of the Van", sang om Manchestermartyrerne[16]
- "McCafferty" – en skilingsvise-ballade, der omhandler en virkelig historie om en irsk soldater, der blev skudt af sin to britiske officerer
- "The Harp that Once Through Tara's Halls" – anthem fra County Meath – en af Thomas Moore sange[19]
- "Patrick Sheehan (The Glen of Aherlow)" – af Charles Kickham, baseret på en sand historie om en irsk soldat, der blev såret i krimkrigen.[9]
- "She Is Far From The Land" – skrevet af Thomas Moore.[19]
- Skibbereen (også kaldet "Dear Old Skibbereen", "Revenge for Skibbereen" eller "Remember Skibbereen") – en sang fray Patrick Carpenter fra 1800-tallet om den store irske hungersnød.[23]
- "The West's Awake" – skrevet af Thomas Davis.
- "O'Donnell Abu" – skrevet i 1843 af Michael Joseph MacCann (1824–1883), om Rory O'Donnell, 1. jarl af Tyrconnell
- "Ye Men of Sweet Liberties Hall" – skrevet af Dubliner Zozimus (Michael Moran, 1794–1846)[24]

#### Napoleonskrigene
- "The Bonny Bunch of Roses"[18]
- "Bonny Light Horseman" – indsamplet af Sam Henry og andre, indspillet af Frank Harte, Planxty, Dolores Keane & John Faulkner[25]
- "Eighteenth of June" – indspillet af Frank Harte
- "Grand Conversation on Napoleon"[26]
- "Granuaile" – indspillet af Frank Harte[26]
- "The Green Linnet"[26]
- "Isle of Saint Helena"[26]
- "Lonely Waterloo" – indspillet af Frank Harte, Daithi Sproule[27]
- "Napoleon Bonaparte"[18]
- "Napoleon's Dream"[26]
- "Napoleon's Farewell to Paris" – indspillet af Frank Harte[26]
- "Napoleon's Lamentation"[26]
- "My Love at Waterloo"
- "The Plains of Waterloo" – fleres ange med dette navn,[18] inklusive "As I rode out one bright summer's morning..." og "On the fourteenth day of June, me boys...".
- "The Royal Eagle"[26]
- "Wounded Hussar"[28]
- "Welcome Napoleon to Erin" – indspillet af Frank Harte[26]

### Første verdenskrig 1914–1918
- "The Connaght Rangers" – af Charles Martin.[29] Ikke at forveksles med sangen af samme navnaf Brian Warfield der omhandler mytteri i First Battalion i regimentet som svar til Den Irske Uafhængighedskrig.
- "Gallipoli"[30]
- "Salonika" – der var to sange fra Cork med denne titel om irere, der tjente i den britiske hær under første verdenskrig, én for og én imod. Jimmy Crowley samlede versene i sin version fra Mrs Ronayne fra County Cork.[31][32]
- "Recruiting Sergent"

### Påskeopstanden 1916
- "Erin Go Bragh" – skrevet i 1920 af Peadar Kearney, indspillet af The Dubliners[2]
- "Arbour Hill" – om gravstedet for oprørslederne fra 1916
- "Foggy Dew" – om påskeopstanden i 1916, skrevet af Canon Charles O'Neill om 1922.
- "Dying Rebel" – om fundet af en døende irsk oprørere fra County Cork i Dublin i 1916 under påskeopstanden[33] Den blev indspillet i 1961 af Patricia Blake og af Tommy Drennan and the Monarchs i 1966.[34]
- "James Connolly" – skrevet af Patrick Galvin om James Connolly, fagforeningsleder[7]
- "Grace" – skrevet af Frank & Sean O'Meara i 1985, navngivet efter Grace Gifford, kortvarigt gift med oprørslederen Joseph Plunkett I 1916
- "Dublin City 1913" – om kampen fra 1913 til 1916, skrevet af Donagh MacDonagh[24]
- "Oró Sé do Bheatha 'Bhaile" – oprindeligt en jakobitter-melodi, den fik nye verso g blev populariseret af nationaldigteren Padraic Pearse[1]
- "The Lonely Banna Strand"

### Den irske uafhængighedskrig
- "Ashtown Road" – en sang om et baghold i Dublin, hvor en IRA Volunteer, Martin Savage, døde. Indspillet af The Wolfhound (sanger Ray McAreavey) i 1972.[35]
- "Amhrán na bhFiann" – eller "the Soldiers Sang", Irish Volunteers anthem, siden 1927 har det været nationalsang for Irish Free State/Republikken Irland[1]
- "The ballade of Michael Collins" – poetic ballade af Brendan O'Reilly[36]
- "The Boys of Kilmichael" – ballade om Kilmichaelbagholdet i 1920
- "The Boys of the County Cork" – skrevet af Tom Murphy[2]
- "The Boys of the Old Brigade" – nostalgisk ballade der har samme melodi som "Wrap the Green Flag Round Me, Boys" om "old IRA" skrevet af Paddy McGuigan fra Barleycorn[1]
- "The Broad Black Brimmer – skrevet af Art McMillan fra Belfast som hyldest til IRA under den irske uafhængighedskrig 1919–21 og særligt IRA i borgerkrigen og efter.[1] Indspillet af the Barleycorn, The Wolfe Tones og andre
- "Come Out Ye Black and Tans" – drillende sang rettet mod den britiske hær skrevet af Dominic Behan
- "Dark Horse on the Wind" – poetisk ballade af Liam Weldon
- "The Green Woods of Drumboe" – skrevet i 1974 af Eamonn Monaghan[37]
- "Kevin Barry" – om en ung medicinstuderende og irsk revolutionær Kevin Barry, der blev henrettet under den irske uafhængighedskrig[7]
- "The Merry Ploughboy" – skrevet af Jeremiah Lynch til melodien af "The Jolly Ploughboy"[2]
- "Only Our Rivers Run Free" – skrevet af Mickey MacConnell[1]
- "Pat of Mullingar" – sang om en irsk opørere fra Mullingar
- "The Big Fellah", sang om Michael Collins liv, skrevet af Larry Kirwan, på albummet Home of the Brave fra 1994 af den keltisk rockgruppe Black 47.
- "The Rifles of the IRA" – nedsættende sang om Black and Tans, som hylder IRA
- "Seán Treacy" – ballade om Seán Treacy, leder af Third Tipperary Brigade, IRA, der blev dræbt i Dublin i 1920[38]
- "Some Say the Divil is Dead" – satirisk sang om den britiske sang om British Army
- "The Station of Knocklong" – sang om Seán Hogan der blev reddet fra et tog i maj 1919 af sine soldaterkammerater fra Third Tipperary Brigade med assistance fra East Limerick Brigade.[39]
- "The Upton Ambush" – sang om Uptontog-bagholdet der foregik 15. februar 1921.
- "The Valley of Knockanure – navnet på flere sange, én af Bryan MacMahon, om en begivenhed i 1921[1]
- "The Woodlands of Loughglinn" – om to lokale IRA-medlemmer, der blev skudt af Black and Tans ved Loughglinn, skrevet af Mary-Anne Regan fra Kilgariff, Castlerea, indspillet af bl.a. Brendan Shine
- "Shanagolden" – en sang inspireret af Tom Madigans liv, Irish Volunteer fra Shanagolden, skrevet af Sean McCarthy

### Borgerkrig og republikanisme (1922-1969)
- "Take It Down from the Mast" – anti-traktat sang skrevet af James Ryan i 1923, og senere omskrevet af Dominick Behan, om den irske borgerkrig, til melodien af "Red River Valley"[40][41]
- "Soldiers of '22" - skrevet af Brian O'Higgins der mindes republikanske soldater under den irske borgerkrig
- "Galtee Mountain Boy" – de oprindelige tre vers blev skrevet af Patsy Halloran, og et fjerde blev tilføjet af Christy Moore. Sangen er blevet indspillet af mange kunstnere inklusive Christy Moore, The Wolfe Tones og Paddy Reilly. Sangen fortæller historien om en ung frivillig under borgerkrigen, der blev fanget og dømt til døden af Free Staters.[42]
- "Drumboe Martyrs" (or "Drumboe Castle") – skrevet om en begivenhed under borgerkrigen af Michael McGinley (1853–1940) fra Ballybofey.[15][37]
- "The Old Alarm Clock" – sang af Phil Kelly om Sabotagekampagnen (IRA) i 1939, til melodien fra "The Garden Where the Praties Grow".[2]
- "England's Gallows Tree" - skrevet af Brian O'Higgins om Peter Barnes og James McCormack der blev hængt i 1940 under IRA's S-Plan
- "The Patriot Game" – skrevet af Dominic Behan om Fergal O'Hanlon der blev dræbt i kamp under en IRA border campaign i 1956–62.[1][2]
- "Sean South of Garryowen" – om Seán South, dræbt ved same lejlighed som O'Hanlon[1]
- "Sean South of Limerick" – sang om Seán South, skrevet af Dominic Behan[43]
- "Four Green Fields" – folkesang fra 1967, en allegorisk fortælling om Irlands deling af Tommy Makem[1]

### Konflikten i Nordirland (The Troubles, 1969–98)
- "The ballade of Aidan McAnespie" – sang om en ung katolsk mand, skudt af en britisk soldat mens han var på vej til en gælisk fodboldkamp ved Aughnacloy grænseposten i County Tyrone.[44]
- "The ballade of Billy Reid" – sang indspillet af The Wolfe Tones, Shebeen, og andre, om IRA-medlemmet Billy Reid (dræbt i maj 1971).[45]
- "The ballade of Ed O'Brien" – sang om Edward O'Brien der døde i en buseksplosion i London.
- "The ballade of Joe McCann" – sang af Brian Moore ("Whoriskey") om snigmordet på en Official Irish Republican Army-aktivisten, fremført af Belfast-bandet Men of No Property.[46]
- "The ballade of Joe McDonnell" – sang om Joe Mcdonnell der sultestrejkede, skrevet af The Wolfe Tones.
- "Ballad of Mairéad Farrell" – sang af Seanchai & The Unity Squad om Mairéad Farrell og to IRA-medlemmer, der blev dræbt i 1988 i Gibraltar af SAS.[47]
- "Birmingham Six" – sang om dem der fejlagtigt blev anklaget for Birmingham-bomben i England i 1974.
- "Bring Them Home" - sang om søstrene Doloures og Marian Price, irske republikanere, der blev fængslet for 1973 Old Bailey bomben.
- "Freedom's Sons" – skrevet af Tommy Makem.
- "Gibraltar 3" – sang Andy O'Donnell, fremført af Fianna til minde om Gibraltar Three.
- "Enniskillen – At The War Memorial" – sang om Enniskillen Remembrance Day bomben i 1987
- "Fightin' Men of Crossmaglen" – om republikanere fra South Armagh
- "Give Me Your Hand" (Tabhair dom do Lámh) – sang om forsoning komponeret af Brian Warfield fra The Wolfe Tones i 1974 til melodien af "Ruairí 'Dall' Ó Catháin" fra 1600-tallet
- ”Freedom Walk”
- "Go on Home British Soldiers"
- "The Lambeg Drummer"
- "My Little Armalite – tidlig militant republikansk sang fra 1970'erne
- "Loughall Martyrs" – sang om 8 IRA-mænd i Loughgall i 1987
- "The Men Behind the Wire" – sang om internering i Nordirland fra 1970'erne, komponeret af Paddy McGuigan fra Barleycorn
- "Rock on Rockall – også kendt som "You'll get F'All from Rockall" – en satirisk sang af The Wolfe Tones, om Rockall, en irsk ø, som både Storbritannien, Danmark og Island også har haft interesse i
- "Roll of Honour" – Republikansk sang om sultestrejken i 1981, skrevet og fremført af Irish Brigade
- "Rubber Bullets for the Ladies" – sang om British Army i Nordirland fra 1970'erne
- "SAM Sang" – sang der hylder Provisional IRA og deres anskaffelse af jord-til-luftmissiler, skrevet af Irish Brigade
- "Say Hello to the Provos" – PIRA sang
- "There Were Roses" – sang af Tommy Sands der fortæller en tragisk historie om to venner
- "The Town I Loved So Well" – sang fra 1980'erne om betydningen af konflikten i Nordirland i Derry, skrevet af Phil Coulter
- "Up the Rebels" – også kendt som "Teddy's Head" som følge af en linje i omkvædet. Sang om delingen af Irland
- "The Winds Are Singing Freedom" – skrevet af Tommy Makem
- "McElwee's Farewell" (Farewell to Bellaghy) – Sang om Thomas McElwee der deltog og døde under sultestrejken i 1981.
- "The Man from the Daily Mail" – sang skrevet under konflikten i nordirland, der støtter Sinn Fein, til melodien fra "The Darlin' Girl from Clare"

## Ikke-politiske

### Forskellige og uden kategori
- "The Dawning of the Day" – sang også kendt som "Fáinne Geal an Lae" fra 1800-tallet
- "Éamonn an Chnoic" (Skabelon:Trans) – om en irsk aristokrat der får frataget sit land af englænderne i 1600-tallet
- "Donegal Danny" - om en irsk sømand, der fortæller om en ulykke på en fiskebåd, hvor han er den eneste overlevende
- "Down by the Sally Gardens" – baseret på et dig af W.B. Yeats, der igen er baseret på en sang han hørte som barn
- "The Gypsy Maiden" – tekst og musik af Dick Farrelly. Indspillet af Sinead Stone & Gerard Farrelly og The Bards.
- "The Hat My Father Wore" – skrevet i 1800-tallet af Johnny Patterson[48]
- "I'll Tell Me Ma" – en børnesang
- "Too-Ra-Loo-Ra-Loo-Ral (That's an Irish Lullaby)" – skrevet i 1890'erne af James Royce Shannon, og populariseret af Bing Crosby
- "A Longford Legend"
- "Mother Macree"
- "Maggie" – også kendt som "Nora", moderne tekst af Seán O'Casey
- "Molly Durkin"
- "The Old Bog Road" – et digt af Teresa Brayton fra Kilcock, County Kildare, med melodi af Madeline King O'Farrelly fra Rochfortbridge, County Westmeath.[49]
- "Ride On" – en sang fra 1980'erne, som de fleste forbinder med sangeren Christy Moore; skrevet af Jimmy McCarthy[7]

### Arbejde og industri
- "Dan O'Hara" – skrevet og indspillet af Delia Murphy.[50]
- "Hot Asphalt" – sang om irske arbejdere i Storbritannien. Den oprindelige version er en humoristisk sang. Den blev omskrevet med ny tekst i 1959 af Ewan MacColl asom en del af hans Radio Ballads. Indspillet af The Dubliners og Frank Harte.
- "McAlpine's Fusiliers" – sang om banderne i Londons arbejdere, skrevet af Dominic Behan, populariseret af The Dubliners.[1]
- "Molly Malone" – nationalsangen for Dublin (dateres til 1800-tallet).[51]
- "Paddy on the Railway" – en samling af vers fra irske arbejdersange, der blev sunget i England og USA.[1]
- "Missing You" – en populær sang af Christy Moore om glemte emigranter, der arbejdede i England i 1980'erne. Skrevet af Jimmy MacCarthy.[7]
- "The Cobbler" – irsk version af en sang der også kaldes "Dick Darby", indsamlet af Sam Henry og andre.[21][25]
- "Building up and tearing England down" – Sang om irske arbejdere i britisk infrastruktur, skrevet af Brendan Behan og populariseret af The Dubliners.

### Kærlighed og romancer
Disse sange kan opdeles som: aislings, broken token sange, night visiting sange, moderne sange, osv.
- "The Agricultural Irish Girl" – tekst og musik J F Mitchell, 1885, sandsynligvis skrevet i Amerika. Indspillet af Val Doonican, og mange andre.[15]
- "A Kiss in the Morning Early" – en sang tfra 1800-tallet, indspillet af Mick Hanly i 1976 og Niamh Parsons i 2002.[15]
- "A Stór mo Chroí" (engelsk "Darling of my Heart") – indspillet af Sarah & Rita Keane (1960'erne, i Claddagh), Dervish, Bonnie Raitt, Nora Butler og andre
- "The Banks of the Roses"[1]
- "The Banks of the Bann" – en skillingsvise-ballade til melodien af den irske hymne "Be Thou My Vision". Hymnen ("Bí Thusa 'mo Shúile") blev oversat fra oldirsk til engelsk af Mary Elizabeth Byrne, in Ériu (magasinet for School of Irish Learning), i 1905. Den engelske tekst blev først sat på vers af Eleanor Hull i 1912. Balladen bliver også kaldet "The Brown Girl" og har findes nu i en række variationer.[52]
- "The Black Velvet Band" – irsk version af en skillingsvise-ballade der stammer fra 1800-tallet[53]
- "The Blooming Flower of Grange" – en kærlighedssang fra County Wexford, indspillet af Paul O'Reilly i Waterford i 2007.[54]
- "Connemara Cradle Sang" – skrevet og indspillet af Delia Murphy[50]
- "Courtin' in the Kitchen" – en gammel sang fra Dublin bl.a. indspillet af Delia Murphy[50]
- "Come With Me Over The Mountain", også kendt som "O'er the Mountain" – indspillet af Wexford-sangeren Paddy Berry i 2007.[54]
- "Danny Boy" – en af de mest populære Irland-relaterede sange, selvom teksten er skrevet af en englænder og først senere blev sat sammen med en irsk melodi[55]
- "Easy and Slow" – en sang fra Dublin med mere eller mindre konstant innuendo[24]
- "Eileen Oge" – af Percy French, også spillet som en reel[56]
- "The Ferryman" – af Pete St. John, foregår ved floden Liffey i Dublin
- "The Flower of Magherally"[16]
- "The Forgetful Sailor" – også kendt som "Johnny Doyle" and "George's Quay"[15]
- "The Galway Shawl" – indsamlet af Sam Henry i Dungiven i 1936[57]
- "The Garden Where the Praties Grow" – skrevet i 1800-tallet Johnny Patterson[48]
- "Ceol an Ghrá", Irlands bidrag til Eurovision Song Contest 1972
- "The Girl from Donegal" – først indspillet af Bridie Gallagher og snere brugt som hende kælenavn
- "The Golden Jubilee" (eller "Fifty Years Ago") – indspillet af Connie Foley og Dorothy McManus i 1940'erne og senere af Sean Dunphy.[58]
- "Goodbye Johnny Dear" – skrevet i 1800-tallet af Johnny Patterson[48]
- "The Holland Handkerchief" – en irsk version af The Suffolk Miracle (Child #272), sunget af sangeren Mary McPartlan (fra County Leitrim), Connie Dover og andre[59][60]
- "I Am Stretched on Your Grave" – oversættelse af det irsksprogede digt "Táim Sínte ar do Thuama" fra 1600-tallet, først indspillet af Philip King, senere af Sinéad O'Connor.[61]
- "If I Were a Blackbird" – en gammel sang indspillet af Delia Murphy.[50]
- "The Inside Car" – sang om forelskelse fra Wexford.
- "He Rolled Her to the Wall" – en gådesang indspillet af bodhrán-spilleren og sangeren Cathie Ryan.
- "Killyburn Brae" – Irsk version af "The Farmer's Curst Wife" (Child #278)[62]
- "The Lass of Aughrim" – an irsk version af Lord Gregory (Child #76), brugt af James Joyce i "The Dead"[63]
- "The Last Rose of Summer" – skrevet i 1805 af Thomas Moore
- "The Love Token" – gammel sang om ægte kærlighed indspillet af sean nós singer MacDara Ó Conaola, among others.
- "Love's Old Sweet Sang" – publiceret i 1884 af komponisten James Lynam Molloy og tekst af G. Clifton Bingham. Indspillet af John McCormack (1927), Brendan O'Dowda, Richard Tauber og mange andre; sunget af Molly Bloom i romanen Ulysses.
- "The Maid from Ballygow" – indspillet af Paddy Berry i Waterford, 2007.[54]
- "Mary from Dungloe", har givet navn til en populær festival.
- "The Mantle So Green" – også kendt som "The Mantle of Green", en betydelige broken token ballade.
- "My Lagan Love" – tekst af Joseph Campbell (1879–1944) til traditionel melodi, indspillet af Eileen Donaghy. Også arrangeret af Herbert Hughes.[64]
- The Moorlough Shore (Roud 2742) – sang fra 1800-tallet indspillet af Dolores Keane, Paddy Tunney, Boys of the Lough og andre.[65]
- "My Singing Bird"
- "Siúil A Rúin" (Skabelon:Trans) – en macaronisk kærlighedssang, og blandt de mest udbredt irske sange, indspillet af mange kunstnere i både Irland og andre lande
- "The Spinning Wheel" – skrevet af John Francis Waller i 1800-tallet og indspillet af Delia Murphy.[50]
- "Nancy Spain" – skrevet af Barney Rush from Dublin, indspillet af Christy Moore[7]
- "The Nightingale" – Irsk version af en sang fra 1600-tallet (Laws P13), indspillet af Liam Clancy[66]
- "Noreen Bawn" – en sang skrevet af Neil McBride fra Creeslough, Donegal der blev populariseret af Bridie Gallagher og Ann Breen, indspillet af Daniel O'Donnell.[67]
- "On Raglan Road" – Patrick Kavanagh-digt til melodien "The Dawning of the Day" fra 1800-tallet[1]
- "The Old Plaid Shawl" – skrevet af Francis Arthur Fahy, indspillet af bl.a. Willie Brady.[68]
- "The Old Rustic Bridge by the Mill" – skrevet af Thomas P. Keenan fra Castletownroche, indspillet af bl.a. Foster and Allen[67]
- "Peigín Leitir Móir" – en irsk-sproget sang fra Galway.[69]
- "The Rose of Inchicore" – skrevet af singer/songwriter Mick Fitzgerald fra Dublin
- "The Rose of Tralee" – en sang fra County Kerry fra 1800-tallet, der tilskrives C. (eller E.) Mordaunt Spencer med musik af Charles William Glover[9]
- "The Rose of Clare" ("Lovely Rose of Clare") – skrevet af Chris Ball[67]
- "The Rose of Mooncoin" – en sang fra County Kilkenny, skrevet i 1800-tallet af en lokal skolelærer og digter ved navn Watt Murphy[9]
- "The Rose of Slievenamon" – Indspillet af Joseph Locke. Komponeret af den irske sangskriver Dick Farrelly.
- "She Moved Through the Fair" – traditionel meldoi fra Donegal, med tekst af digteren Padraic Colum[1]
- "Single Again" – også kendt som "I Wish I Was Single Again".
- "Sange of Love" – sang af The Divine Comedy fra 1990'erne (temamusikken fra Father Ted. komponist: Neil Hannon)
- "Star of the County Down" – skrevet af Cathal McGarvey (1866–1927), om en ung mand, der bliver forelsket i countiets smukkest pige. "My Love Nell" og andre sange blev også sunget på samme melodi.
- "The Star of Donegal" – en gammel sang indspillet af Delia Murphy.[50]
- "The Star of Slane"[15]
- "The Captain with the Whiskers" – en gammel sang indspillet af Delia Murphy.[50]
- "Molly Bawn" – tragist historie om en mand, der skyder sin unge kæreste[70]
- "Thank You Ma'am, Says Dan" – en gammel sang indspillet af Delia Murphy.[50]
- "We Dreamed our Dreams" – sang om ulykkelig kærlighed; Komponist: Dick Farrelly.
- "When a Man's In Love" – sang fra County Antrim fra 1800-tallet af digteren Hugh McWilliams, indspillet af Seán Cannon.[71]
- "The Whistling Gypsy" – Komponeret af sangskriveren Leo Maguire i 1952 og indspillet første gang samme år af Joe Lynch på Glenside label, og af Rose Brennan til HMV i London, i oktober 1953.[72]
- "Mayo Moon" - skrevet af Enda Mulloy i London, skrevet og fremført af The BibleCode Sunday i 2006 på albummet Boots or no Boots
- "Uncle Rat" - variationer af "Frog Went a-Courting"[73]

### Steder, emigration og rejser
- "Annaghdown" – indspillet af Sinead Stone & Gerard Farrelly. Komponeret af Dick Farrelly.
- "Are Ye Right There Michael" – humoristisk sang fra 1800-tallet om et langsomt tog på West Clare Railway der får komponisten for sent til en koncert (komponist: Percy French)[56]
- "As I Roved Out" – flere forskellige versioner af sange med dette navn. Indspillet af bl.a. Clancy Brothers og Planxty[7]
- "Ballymilligan" – af Percy French[56]
- "The Auld Triangle" – skrevet af Dominic Behan til hans bror Brendan, og er med i Brendans skuespil The Quare Fellow, indspillet af The Dubliners and The Pogues
- "The Bard of Armagh" – en skillingsvise-ballade fra 1800-tallet fra Dublin. Traditionelt associeres den med Bishop Donnelly (1649–1716); indspillet af John McCormack, Margaret Barry og Clancy Brothers.[74]
- "Back Home in Derry – af Bobby Sands[7]
- "Beautiful Bundoran" – fremført af Sinéad O'Connor i filmen The Butcher Boy
- "Biddy Mulligan the Pride of the Coombe" – om en kvinde fra Dublin fra Coombe populariseret af Jimmy O'Dea.
- "Bridget Donoghue" – skrevet i 1800-tallet af Johnny Patterson[48]
- "The Boys from the County Armagh" – skrevet af Thomas P. Keenan, populariseret af Bridie Gallagher[75]
- "Bunclody"- af Luke Kelly
- "Carraigfergus" – en oversættelse af en irsk-sproget sang fra Munster, der refererer til byen Carrickfergus
- "Cliffs of Dooneen – populariseret af Planxty[7]
- "Come Back Paddy Reilly to Ballyjamesduff" – af Percy French[56]
- "Cottage by the Lee" – tekst og melodi af Dick Farrelly.
- "The Creggan White Hare" – sang der foregår i Creggan, County Tyrone, fra et digt af John Graham, Roud Index no. 9633.[76]
- "The Cruise of the Calabar" – af Arthur Griffith[24]
- "The Curragh of Kildare" – gammel sang der nævner Curragh, indsamlet af Petrie, Joyce og andre, populariseret af The Johnstons og Christy Moore.[77]
- "Daffodil Mulligan (Fresh Fish)" – skrevet af Harry O'Donovan, musik af Eva Brennan, om Biddy Mulligans datter.
- "Days in Old Donegal"
- "Down by the Liffeyside (Fish and Chips)" – skrevet af Peadar Kearney[24]
- "Dublin City in 1962" – skrevet af musiker og fodboldspiller Dermot O'Brien
- "Dublin in my Tears" – skrevet af Dubliner Brendan Phelan og indspillet af Dublin City Ramblers[24]
- "Dublin in the Rare Old Times" – sang fra 1980'erne om Dublin før 1960'erne (komponist: Pete St. John)[1]
- "The Dublin Saunter (Dublin Can Be Heaven)" – af Leo Maguire, populariseret af Noel Purcell[78]
- "The Emigrant's Letter" – skrevet af Percy French[56]
- "The Emigrant's Story" – skrevet af Paul Kealy, om en irsk emigrant der forlader sit hjem og sine elskede i 2010'erne
- "Erin Go Bragh" – om en irsk emigrants oplevelser i Skotland, indspillet af Dick Gaughan
- "Fairytale of New York" – om emigration (1988 sang af The Pogues og Kirsty MacColl. Komponist: Shane MacGowan)
- "Farewell to Carlingford - om Carlingford Lough, County Louth.
- "Fare Thee Well, Enniskillen" (The Enniskillen Dragoons) – om regimentet fra Enniskillen[21]
- "From Clare to Here" – om emigration, af Ralph McTell[1]
- "The Flight of Earls" – sang af Liam Reilly, tidligere medlem af Bagatelle, om irere der forlod landet i 1950'erne og 1960'erne for at finde arbejde; indspillet af The Wolfe Tones og Dublin City Ramblers.
- "Galway Bay" – navnet på to sange, én skrevet af Francis Arthur Fahy fra Kinvara, og én skrevet af Dr. Arthur Colahan og populariseret af Bing Crosby.[68][79]
- "Gleanntáin Ghlas' Ghaoth Dobhair" – en sang om emigration skrevet af Francie Mooney[80]
- "Goodbye Johnny Dear" – sang populariseret af Bridie Gallagher i 1950'erne
- "Goodbye Mick (Leaving Tipperary)" – indspillet af P.J. Murrihy og af Ryan's Fancy[9]
- "Gortnamona" – af Percy French (hans yndlingssang)[56]
- "Green Fields of Gaoth Dobhair" – indspillet af Clannad i 1982
- "Green Glens of Antrim"
- "Heart of Donegal"
- "Heaven Around Galway Bay"
- "The Hills of Donegal" – skrevet i 1900 af Neil McBride, indspillet senere af Bridie Gallagher[81]
- "The Homes of Donegal" – skrevet af lærer Seán McBride (1902–1996) i 1955, først indspillet af Charlie Magee (hans svoger) og senere af Paul Brady[82]
- "Innishmeela" – af Percy French[56]
- "Ireland's Call" – officielt anthem for Irland herrelandshold i rugby, skrevet af Phil Coulter
- "Isle of Innisfree" – Komponeret af sangskriveren Dick Farrelly, temasang til filmen The Quiet Man.
- "Isle of Hope, Isle of Tears" – skrevet af Brendan Graham, om Annie Moore, den første immigrant der kom igennem Ellis Island[83]
- "Limerick Is Beautiful"[16]
- "Lovely Inishowen"
- "Lovely Derry on the Banks of the Foyle"
- "Lovely Green Gweedore"
- "Miles of Eyes – skrevet af sangskriver Jimmy MacCarthyog udgivet som single 1981[84]
- "Moonlight in Mayo"
- "Mountains of Pomeroy" – skrevet af George Sigerson.[85]
- "Mursheen Durkin" – a traditionel sang indsamlet af Colm Ó Lochlainn[1][15]
- "Slievenamon" – en af de bedst-kendte sange fra County Tipperary, skrevet af Charles Kickham[86]
- "The Mountains of Mourne" – om irske emigranter i London (komponist: Percy French)[56]
- "My Donegal Shore" – af Daniel O'Donnell, menes at have igangsat hans karriere
- "My Dublin Bay" – Komponeret af May O'Higgins.
- "Thank God for America" – af The Wolfe Tones, en sang om irsk emigration til Nordamerika
- "The Banks of My Own Lovely Lee" – anthem fra Cork
- "The Offaly Rover" - Offaly anthem
- "The Reason I Left Mullingar" skrevet af Pat Cooksey, arrangement af Finbar Furey
- "The Road to Ballybay" – af Percy French[56]
- "Road to Creeslough" – om landsbyen i Donegal. Indspillet af Bridie Gallagher.
- "The Road to Mallinmore"
- "The Rocky Road to Dublin" – en rullende sang skrevet af Galwayman D. K. Gavan til music-hall -kunstneren Harry Clifton omkring 1863[9][87]
- "The Shamrock Shore" – flere sange med dette navn, Roud Index no. 1419.[15]
- "The Shores of Amerikay" – om at forlade Irland for at rejse til Amerika
- "The Shores of Botany Bay" – om at forlade Irland for at rejse til Australien
- "Sang for Ireland" – anthem af englænderen Phil Colclough[1]
- "Spancill Hill" – en emigrants drøm om at komme hjem til County Clare[7]
- "The Spanish Lady" – en sang fra Dublin, men kan også referer til Galway og Belfast[24]
- "The Stone Outside Dan Murphy's Door" – skrevet i 1800-tallet af Johnny Patterson[48]
- "The Tumble Down Shack in Athlone" – en af adskillige "irske" sange skrevet af Monte Carlo og indspillet af John McCormack[88]
- "Lock Hospital" (også kendt som "St. James Hospital" og "The Unfortunate Rake"), Irsk version af en sang der også findes i Storbritannien og USA (hvor den blev videreudviklet til "The Dying Cowboy" og "St. James Infirmary)"[89]
- "When I Mowed Pat Murphy's Meadow" – oprindeligt et digt af M. J. Devine hvis folk kom fra North Kerry. Indspillet af McNulty family i USA, og blev et hit for P. J. Murrihy i Irland.[90]
- "Where the River Shannon Flows"
- "The Zoological Gardens" – af Dominic Behan[24]
- "The Banks of Sweet Viledee" – irsk version af "The Daemon Lover" (Child #243), sunget af Frank Browne fra Ballingare, County Roscommon[91]

### Sange om det rejsende folk
- "The Blue Tar Road" – sang af Liam Weldon
- "Danny Farrell" – af Pete St. John
- "I'm a Rover Seldom Sober" – irsk version af "The Grey Cock" eller "The Night Visit" (Child #248)[92]
- "Last of the Travelling People" – sang af the Pecker Dunne
- "Man of the Road" – Indspillet af The Cafe Orchestra featuring sangeren Sinead Stone. Komponeret af Dick Farrelly.
- "The Tinker's Lullaby" – sang af Pecker Dunne
- "The Little Beggarman" – sunget til melodien af "Red-Haired Boy"[21]
- "Sullivan's John" – skrevet af Pecker Dunne

### Sport, leg og kamp
- "Bold Thady Quill" – en sang fra Cork skrevet omkring 1895 af Johnny Tom Gleeson (1853–1924)[93]
- "The Bold Christy Ring" – sang om en hurler fra Cork ved navn Christy Ring til samme melodi som "Bold Thady Quill"
- "The Contender" – sang af Jimmy Macarthy om den irske bokser Jack Doyle fra 1930'erne, indspillet af Christy Moore
- "Donnelly and Cooper" – om en boksekamp i Curragh of Kildare i 1815.[94]
- "Donnelly and Oliver" – om den irske bokser Dan Donnelly i 1819.[95]
- "The Fight on the Hill"
- "The Galway Races"[1]
- "Morrissey and the Russian Sailor" – om en boksekamp uden handsker[96]
- "Cuchulainn's Son'- biografisk sang om Nickey Rackard, en berømt hurler fra Wexford, skrevet af forfatteren Tom Williams[97]
- "Nickey Rackard 'The Golden Sun' – biografisk sang om Nickey Rackard, en berømt hurler fra Wexford
- "A Sang For Christy Ring" – sang om hurleren Christy Ring fra Cork, skrevet af Brian McNamara med melodien fra "Dear Old Skibbereen"

### Humoristiske sange
- "Arkle" – af Dominic Behan, om hestevæddeløbet Arkle[24]
- "An Poc Ar Buile" – irsksproget sang om en oprørsk ged, populariseret af Seán Ó Sé og Kevin Conneff[21]
- "The Boys of Fairhill" – populær sang i Cork, original version af Con Doyle, indspillet af Jimmy Crowley
- "Delaney's Donkey" – indspillet af Val Doonican[98]
- "The Finding of Moses" – skrevet af Zozimus (Michael Moran, 1794–1846), indspillet af The Dubliners[24]
- "General Guinness" – en sang om stout fra Dublin, indspillet af The Boys of the Lough
- "In the Town of Ballybay" – a "nonsense" sang af Tommy Makem
- "The Irish Rover" – sang om et forlis på en skude der sejler fra Irland til New York. Skrevet af J. M. Crofts.[21][99]
- "Johnny Daddlum" – Irsk version af sangen "the Crabfish"[22]
- "Master McGrath" – om en berømt greyhound, Master McGrath[21]
- "Monto (Take Her Up To Monto)" – en sang af George Hodnett om det berømt red-light-området omkring Montgomery Street i Dublin.[100]
- "Nell Flaherty's Drake" – skrevet på irsk af Eoghan Rua Ó Súilleabháin (1748–1782), en oversættelse af Frank O'Connor blev udgivet i A Broadside, 1935. I Cork kaldes den "Ned Flaherty's Drake".[16][21]
- "The Night the Goat Broke Loose on Grand Parade" – en sang fra Cork fra 1930'erne, indspillet af Dick Hogan (om Wonders of the World).
- "O'Rafferty's Motor Car" – indspillet af Val Doonican[98]
- "Paddy McGinty's Goat" – indspillet af Val Doonican[98]
- "The Peeler and the Goat" – en gammel sang indspillet af Delia Murphy.[9][50]
- "Rafferty's Racin' Mare" – skrevet af Percy French.[56]
- "A Sailor Courted a Farmer's Daughter" – findes primært i Nordirland, en version af sangen kaldes "The Constant Lovers" (Roud 993, Laws O41).[22] En parodi blev skrevet af Percy French og indspillet af Dominic Behan.[15][101]
- "Shake Hands with Your Uncle Dan" – skrevet i 1800-tallet af Johnny Patterson[48]
- "Slattery's Mounted Foot" – skrevet af Percy French.[56]
- "Westmeath Bachelor" - af Joe Dolan

### Mordballader
- "Miss Brown" – en mordballade fra Dublin[24]
- "Henry My Son" – irsk version af "Lord Randall" (Child ballade #12), også en børnesang[22][102]
- "Weela Weela Walya" – en irsk børneversion af "The Cruel Mother" (Child ballade #20)[102][103]
- "The Woman From Wexford" – en irsk version af "Eggs and Marrowbone"[22]
- "What Put the Blood" (også kendt som "What Brought the Blood?") – irsk version af "Edward" (Child ballade #13), populariseret af Al O'Donnell[22]
- "The Well Below the Valley" – irsk version af "The Maid and the Palmer" (Child ballade #21), indspillet af Planxty[22]
- "The Maid From Cabra West" – irsk version af en engelsk sang, sunget af Frank Harte[24]
- "The Colleen Bawn", baseret på en sand historie om en pige, der blev myrdet i 1819, behandlet i et skuespil af Dion Boucicault[104]
- "The Twangman" – skrevet af Zozimus (Michael Moran, 1794–1846)[24]

### Drikkeviser
- "Crúiscín Lán" (angliseret "Cruiskeen Lawn") - en sang om en mand der elsker at drikke. Titlen kan oversættes til "et fuldt krus".
- "Dicey Riley" – en sang fra Dublin om en kvinde, der godt kan lide en smule at drikke, med vers af Dominic Behan[101] og Tom Munnelly[24]
- "The Hills of Connemara" – en sang om fremstilling af poitín i Connemara
- "I'm Not Irish" - en sang om at nyde irsk musik på en pub, af Garry Farren
- "The Juice of the Barley"[1]
- "The Jug of Punch" – indsamlet af Sam Henry og andre[9][25]
- "Keg of Brandy" – af Robbie O'Connell
- "The Moonshiner" – en traditionel sang populariseret af Delia Murphy[50]
- "The Parting Glass" – en farvelsang[21]
- "The Rare Auld Mountain Dew" – drikkevise dedikeret til poitín (illegalt destilleret whiskey) af Edward Harrigan og Dave Braham, 1882[105]
- "Seven Drunken Nights" – en irsk version af Child balladen "Our Goodman"[106]
- "Whiskey in the Jar" – sang om en landevejsrøver, der bliver forrådt. Stadig meget populær og indspillet af mange forskellige kunstnere[107]
- "Whiskey You're The Devil" – en drikkevise populariseret af Clancy Brothers
- "The Wild Rover"[21]

### Hækskole-sange
- "The Boys of Mullaghbawn"[15]
- "Cloghamon Mill"
- "The Colleen Rue" – oversat fra en irsksproget sang "An Cailín Rua" ("den rødhårede pige")
- "The Cottage Maid"
- "The Cuckoo's Nest" – by John Sheils
- "The Curracloe Boat Crew" – en sang fra Wexford
- "Easter Snow" – en aisling der foregår i en by i Roscommon
- "Flower of Gortade"
- "The Limerick Rake" – en populær skillingsvise[16]
- "Lough Erne Shore"
- "Old Arboe" – en sang der priser et sted nær Lough Neagh i County Tyrone
- "Sheila Nee Iyer" – parodi på en aisling

### Komsammen
- "Báidín Fheilimí" – børnesang fra County Donegal
- "Lanigan's Ball" – skrevet af Galwayman D. K. Gavan til music hallkunstneren Harry Clifton omkring 1863[16][87]
- "Johnny MacAldoo"
- "The Night Before Larry Was Stretched" – natten inden en hængning på gammel Dublin-dialekt[15]
- "Phil the Fluther's Ball" – komponeret af Percy French[56]
- "The Ragman's Ball"[16]
- "The Ragman's Wake"
- "Tim Finigan's Wake" – også kendt som "Finnegan's Wake" – music hall-sang fra 1800-tallet fra New York, tilskrevet John F. Poole,[108] to an air called "The French Musician"[16][109]
- "The Tipperary Christening"
- "Waxies' Dargle" – om Dublins skomageres årlige udflugt til Ringsend[110]